# 72 (število)
72 (dváinsédemdeset) je naravno število, za katero velja velja 72 = 71 + 1 = 73 - 1.

## V matematiki
- sestavljeno število.
- 72 = 13 + 17 + 19 + 23 = 5 + 7 + 11 + 13 + 17 + 19.
- deveto podolžno število {\displaystyle 72=8\cdot 9=0+2+4+6+8+10+12+14+16\;\,}
- najmanjše število n, za katero ima enačba φ(x) = n natanko 17 rešitev. Rešitve enačbe so: 73, 91, 95, 111, 117, 135, 146, 148, 152, 182, 190, 216, 222, 228, 234, 252, 270.
- Harshadovo število.
- Ulamovo število {\displaystyle 72=3+69\,\!}.

## V znanosti
- vrstno število 72 ima hafnij (Hf).

## Drugo
- monitor Appleovega osebnega računalnika Mac ima ločljivost 72 dpi.

### Leta
- 472 pr. n. št., 372 pr. n. št., 272 pr. n. št., 172 pr. n. št., 72 pr. n. št.
- 72, 172, 272, 372, 472, 572, 726, 772, 872, 972, 1072, 1172, 1272, 1372, 1472, 1572, 1726, 1772, 1872, 1972, 2072, 2172